# Cantone di Marly
Il Cantone di Marly è una divisione amministrativa dell'Arrondissement di Valenciennes.
È stato costituito a seguito della riforma approvata con decreto del 17 febbraio 2014, che ha avuto attuazione dopo le elezioni dipartimentali del 2015.

## Composizione
Comprende i 17 comuni di:
- Condé-sur-l'Escaut
- Crespin
- Curgies
- Estreux
- Hergnies
- Marly
- Odomez
- Préseau
- Quarouble
- Quiévrechain
- Rombies-et-Marchipont
- Saint-Aybert
- Saultain
- Sebourg
- Thivencelle
- Vicq
- Vieux-Condé